# سینوشویچی
سینوشویچی (به صربی: Sinoševići) یک منطقهٔ مسکونی در صربستان است که در ناحیه موراویتسا واقع شده‌است. سینوشویچی ۲۰۰ نفر جمعیت دارد.